# Вда (Свеце)
Спортивний клуб «Вда» Свеце (пол. Klub Sportowy Wda Świecie) — польський футбольний клуб зі Свеце, заснований у 1957 році. Виступає у Окружній лізі, 1-й групі Куявсько-Поморського воєводства. Домашні матчі приймає на Міському стадіоні, місткістю 3 000 глядачів.

## Історія назв
- 1957 — Кооперативний спортивний клуб «Вда» Свеце;
- 1960 — Кооперативний спортивний клуб «Старт-Вда» Свеце;
- 1966 — Асоційований спортивний клуб «Вда» Свеце;
- 1991 — Спортивний клуб «Вда» Свеце.